# Зигель, Готфрид Курт

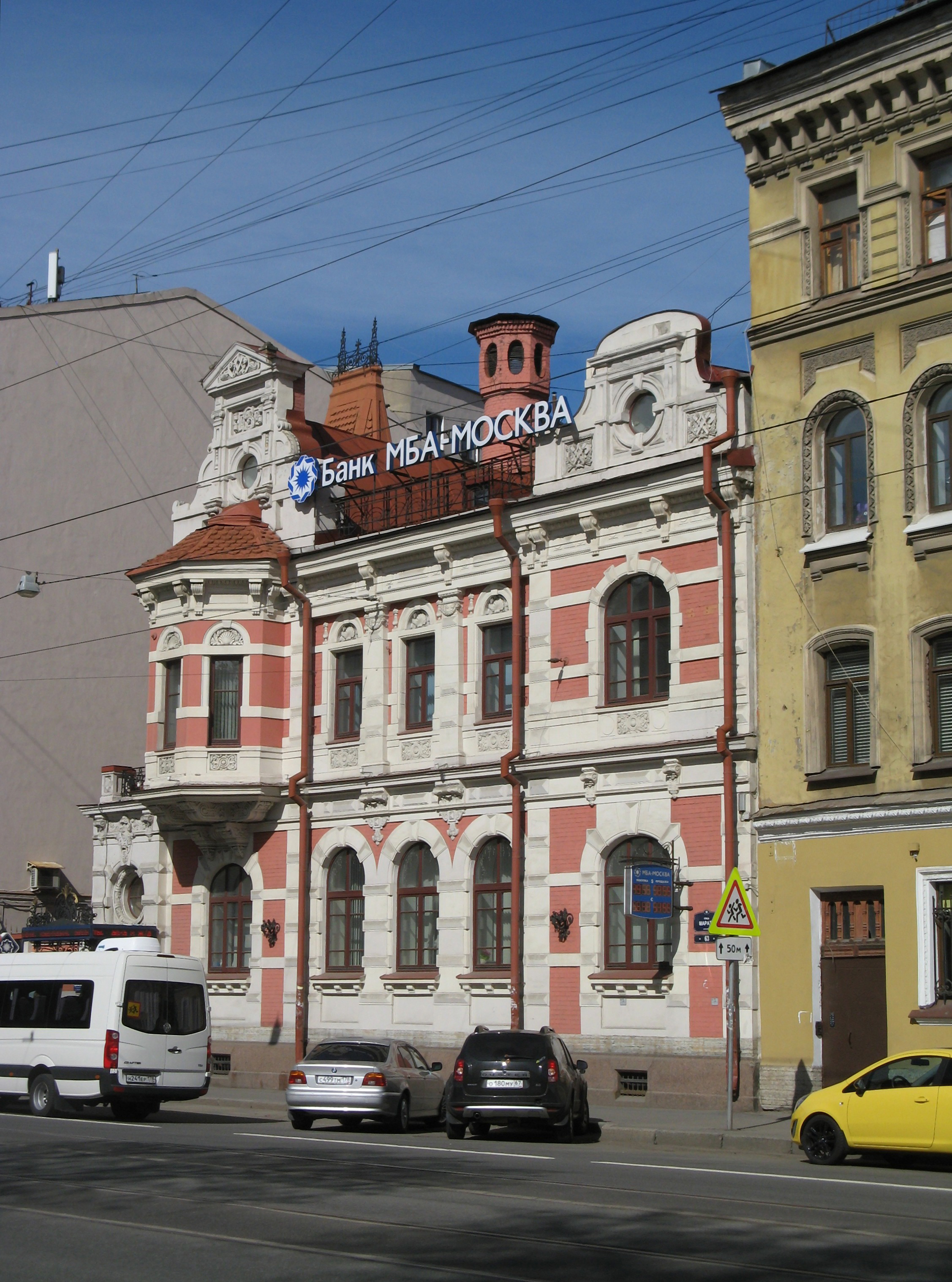
Особняк Зигеля на улице Марата

Го́тфрид Курт Зи́гель (нем. Gottfried Curt Siegel), в России — Го́тфрид Богда́нович Зи́гель (11 марта 1852, Лейпциг, Королевство Саксония — 1 октября 1908, Санкт-Петербург, Российская империя) — российский инженер и предприниматель германского происхождения.

## Биография
Родился в 1852 году в городе Лейпциге, находившемся в то время в составе королевства Саксония. Получил техническое образование в Карлсруэ, после чего несколько лет работал на различных промышленных предприятиях Германии. По приглашению Густава Арнольда Лесснера переехал в 1876 году в Санкт-Петербург и в течение нескольких лет работал на его заводе инженером. Позднее перешёл на работу на завод Роберта Дюнца, который через некоторое время выкупил. В 1889 году завод Зигеля по производству водогазопроводных труб уже имел представительства в Москве, Ревеле, Ростове-на-Дону. На Ямской улице, 40 архитектором Иеронимом Китнером для завода Зигеля было построено новое здание. В 1903 году акционерная компания «К. Зигель» открыла новое литейно-механическое производство на Московском шоссе, 3. Скончался 1 октября 1908 года и был похоронен на Смоленском лютеранском кладбище в Санкт-Петербурге.
Через несколько лет после смерти Готфрида Богдановича Зигеля, в 1913 году основной капитал его предприятия составлял 3 000 000 рублей.